# Gennadi Strekalov
Gennadi Mikhailovich Strekalov (em russo:  Геннадий Михайлович Стрекалов; Mytishchi, 26 de outubro de 1940 – Moscou, 25 de dezembro de 2004) foi um cosmonauta russo, veterano de cinco missões no espaço nas naves Soyuz e no ônibus espacial, condecorado duas vezes como Herói da União Soviética.
Formado em engenharia, após a conclusão dos estudos trabalhou na Energia, a empresa estatal de desenvolvimento aeroespacial da URSS, em testes e investigações de tecnologia espacial. Como integrante do grupo de operações da empresa, participou de controles de voo de veículos de pesquisa científica da Academia de Ciências soviética. Em janeiro de 1974,  iniciou treinamento como engenheiro de voo do programa Soyuz, treinando nos simuladores das naves Soyuz da Cidade das Estrelas, e em 1976 fez parte da tripulação reserva da missão Soyuz 22.
Em 1978, Gennady começou treinamento específico para missões de longa duração na estação orbital Mir. Em novembro de 1980, foi ao espaço pela primeira vez como engenheiro de voo da Soyuz T-3, missão de experiência em que a nave acoplou-se no espaço com s Soyuz T-6.
Entre 1981 e 1983, ele participou dos treinos para ser o engenheiro de voo da primeira missão à estação Salyut 7, na missão Soyuz T-8. Porém o mecanismo de acoplagem falhou, e a missão durou apenas dois dias, de 20 até 22 de abril de 1983.
Ainda em 1983, Strekalov e seu colega Vladimir Titov sobreviveram ao acidente com a Soyuz T-10-1, na ocasião o foguete explodiu ainda na rampa de lançamento, mas os dois conseguiram se ejetar a tempo.
Foi  pela terceira ao espaço em abril de 1984, numa missão do programa Intercosmos, que incluiu o primeiro cosmonauta da Índia, e durou uma semana a bordo da estação Salyut 7. Seu quarto voo ocorreu entre agosto de dezembro de 1990 como engenheiro de voo da tripulação da Mir, habitando a estação por quatro meses e para a qual foi transportado na Soyuz TM-10.
Strekalov despediu-se das missões espaciais em 1994, aos 54 anos, integrando a tripulação da Soyuz TM-21 que o levou novamente até à Mir para uma estadia de dois meses na estação, retornando com a tripulação do ônibus espacial Atlantis, missão STS-71, um dos primeiros voos do programa conjunto Mir-ônibus espacial entre russos e norte-americanos,
Morreu de câncer em Moscou, aos 64 anos de idade, no dia de Natal de 2004.